# 抗日
抗日指抵抗日本的武力行动，通常语境下指的是抗日戰爭。廣義中，它既可能是战争形式（見抗日戰爭），也可能是尚不構成戰爭的一般暴力抵抗或者武裝衝突，例如在臺灣發生的乙未戰爭、西來庵事件與霧社事件。